# Приказка без край III
„Приказка без край III“ (на английски: The NeverEnding Story III) е германско-американско фентъзи от 1994 г. на режисьора Питър МакДоналд, базиран на едноименната книга, написана от Михаел Енде и това е третият и последният филм от поредицата. Във филма участват Джейсън Джеймс Рихтер, Мелоди Кей, Джак Блек, Фреди Джоунс, Джули Кокс и Тони Робинсън.